# Лунный рыцарь (саундтрек)
«Лу́нный ры́царь» (оригинальный саундтрек) — альбом саундтреков к мини-сериалу «Лунный рыцарь» (2022) от Marvel Studios. Музыка была написана египетским композитором Хешамом Назихом. Альбом саундтреков был выпущен компанией Marvel Music 27 апреля 2022 года.

## Разработка
К началу марта 2022 года египетский композитор Хешам Назих написал музыку для сериала, что стало его первым крупным проектом на английском языке. Главный режиссёр Мохамед Диаб выбрал Назиха для создания партитуры сериала, потому что его работа «охватывает подлинные египетские элементы в очень современной манере», а музыка помогает разрушить египетские стереотипы, раскрывая некоторые из малоизвестных видов современного искусства страны для международной аудитории; Диаб описал её как «прекрасную партитуру, которая является египетской, но в своей основе интернациональной, универсальной». Считалось, что его музыка будет основной частью сериала, но не было подтверждено, будет ли Назих сочинять полную партитуру для всех шести эпизодов. Позже в том же месяце Диаб подтвердил, что Назих сочинял музыку для всех шести эпизодов. В саундтреке сериала использовалась смесь старых и новых песен, чтобы продемонстрировать музыкальную сцену Каира, которая имеет схожую с западной чувствительность, не прибегая к песням, которые казались бы средневековыми. Трек из финальных титров «Moon Knight», написанный Назихом, был выпущен в качестве сингла в цифровом формате лейблами Marvel Music и Hollywood Records 30 марта 2022 года. Полный альбом саундтреков сериала был выпущен в цифровом формате 27 апреля 2022 года.

## Трек-лист
Вся музыка написана композитором Хешамом Назихом.
| №                   | Название                   | Длительность |
| ------------------- | -------------------------- | ------------ |
| 1.                  | «Moon Knight»              | 2:10         |
| 2.                  | «The Village»              | 1:36         |
| 3.                  | «Village Scales»           | 2:13         |
| 4.                  | «Phone and Elevator Blues» | 2:09         |
| 5.                  | «Chaos Within»             | 3:37         |
| 6.                  | «Full Moon Fight»          | 2:13         |
| 7.                  | «Storage Locker»           | 2:36         |
| 8.                  | «What Suit?»               | 2:48         |
| 9.                  | «Moonlight Fight»          | 3:19         |
| 10.                 | «Fake Passport»            | 2:33         |
| 11.                 | «She Is Here»              | 4:37         |
| 12.                 | «The Sky»                  | 2:34         |
| 13.                 | «The Boat»                 | 2:05         |
| 14.                 | «Takes the Body»           | 3:06         |
| 15.                 | «Constellation»            | 4:16         |
| 16.                 | «No Suit»                  | 3:29         |
| 17.                 | «The Kiss»                 | 1:54         |
| 18.                 | «Eye of Horus»             | 1:11         |
| 19.                 | «Welcome Travelers»        | 1:42         |
| 20.                 | «Weight of Hearts»         | 2:33         |
| 21.                 | «The Cave»                 | 2:56         |
| 22.                 | «All Your Fault»           | 1:55         |
| 23.                 | «Open the Door»            | 1:45         |
| 24.                 | «Give Her a Call»          | 3:12         |
| 25.                 | «The Inevitable»           | 5:15         |
| 26.                 | «Humble Disciple»          | 4:15         |
| 27.                 | «Befriending Myself»       | 3:32         |
| 28.                 | «Rise and Shine»           | 2:43         |
| 29.                 | «We Need More»             | 1:30         |
| 30.                 | «New Skillsets»            | 6:08         |
| 31.                 | «I'll Never Stop»          | 2:36         |
| 32.                 | «Meet My Friend»           | 0:37         |
| 33.                 | «Summon the Suit»          | 2:17         |
| Общая длительность: | Общая длительность:        | 1:25:22      |